# Зимски сан (филм)
Зимски сан (тур. Kış Uykusu) турска је драма у режији Нурија Билгеа Џејлана.
Сценарио се заснива на мотивима приповетке Жена Антона Чехова и једног подзаплета романа Браћа Карамазови Фјодора Михајловича Достојевског. Радња је смештена у Анадолији а филм истражује кризу односа између хотелијера, рентијера и писца Најдина и његове супруге Нихал, као и односе између класа у модерном турском друштву.
Филм је освојио Златну палму на Канском филмском фестивалу.

## Улоге
| Глумац         | Улога |
| -------------- | ----- |
| Халук Билгинер | Ајдин |
| Демет Акбаг    | Нецла |
| Мелиса Созен   | Нихал |

## Награде
| Награда                                       | Датум              | Категорија                                                                            | Добитник                                | Резултат   | Референца |
| --------------------------------------------- | ------------------ | ------------------------------------------------------------------------------------- | --------------------------------------- | ---------- | --------- |
| Азијске тихоокеанске филмска награде          | 11. децембар 2014. | Азијска тихоокеанска за остварење у режији                                            | Нури Билге Џејлан                       | Освојено   | [ 5 ]     |
| Бодли награде                                 | 28. фебруар 2015.  | Бодли награда за најбољи неамерички филм                                              | Нури Билге Џејлан                       | Номинација | [ 6 ]     |
| Кански филмски фестивал                       | 14 – 25 Мај 2014.  | Златна палма                                                                          | Нури Билге Џејлан                       | Освојено   | [ 7 ]     |
| Кански филмски фестивал                       | 14 – 25 Мај 2014.  | ФИПРЕСЦИ                                                                              | Нури Билге Џејлан                       | Освојено   | [ 7 ]     |
| Награда Цезар                                 | 20. фебруар 2015.  | Награда Цезар за најбољи страни филм                                                  | Нури Билге Џејлан                       | Номинација | [ 8 ]     |
| Европске филмске награде                      | 13. децембар 2014. | Награда Сезар за најбољи филм                                                         | Нури Билге Џејлан Зејпен Озбатур Атакан | Номинација | [ 9 ]     |
| Европске филмске награде                      | 13. децембар 2014. | Европска филмска награда за најбољег редитеља                                         | Нури Билге Џејлан                       | Номинација | [ 9 ]     |
| Европске филмске награде                      | 13. децембар 2014. | Европска филмска награда за најбољег сценаристу                                       | Ебру Џејлан Нури Билге Џејлан           | Номинација | [ 9 ]     |
| Круг лондонских филмских критичара            | 18. јануар 2015.   | Најбољи филм на страном језику                                                        | Нури Билге Џејлан                       | Номинација | [ 10 ]    |
| Асоцијација филмских критичара Лос Анђелеса   | 7. децембар 2014.  | Награда Асоцијације филмских критичара Лос Анђелеса за најбољи филм на страном језику | Нури Билге Џејлан                       |            | [ 11 ]    |
| Палм Спрингс Интернационални филмски фестивал | Јануар 2015.       | Најбољи глумац                                                                        | Халук Билгинер                          | Освојено   | [ 12 ]    |